# Hexatoma (Eriocera) karma
Hexatoma (Eriocera) karma is een tweevleugelige uit de familie steltmuggen (Limoniidae). De soort komt voor in het Oriëntaals gebied.